# Complesso archeologico di Baia
Il complesso archeologico di Baia è un'area archeologica situata a Baia, frazione di Bacoli, nell'area dei Campi Flegrei. Rimane oggi soltanto quella che allora era la parte collinare della città, trovandosi la rimanente sotto il livello del mare, sprofondata a causa di fenomeni bradisismici. È parte dal Parco archeologico dei Campi Flegrei.

## Storia
Gli importanti resti archeologici, sottoposti a intense campagne di scavo dal 1941, rivelarono una stratificazione di costruzioni, ville e complessi termali, appartenenti ad un periodo storico che interessa la tarda età repubblicana e le età augustea, adrianea e severa.
L'abbassamento del suolo al di sotto del livello del mare, a causa del bradisismo, pare essersi verificato in due fasi: tra il III ed il V secolo d.C., ancora in epoca tardo imperiale, che fu seguita da una più consistente invasione marina qualche secolo dopo. Baia fu in gran parte sommersa dal mare verso il VII - VIII secolo d.C..
Tra i resti più significativi sono da segnalare alcune strutture voltate a cupola come il grande Tempio di Diana, il Tempio di Mercurio e quello di Venere (si tratta in ogni caso di strutture termali e non di luoghi di culto, per i quali però è sopravvissuta la denominazione popolare).

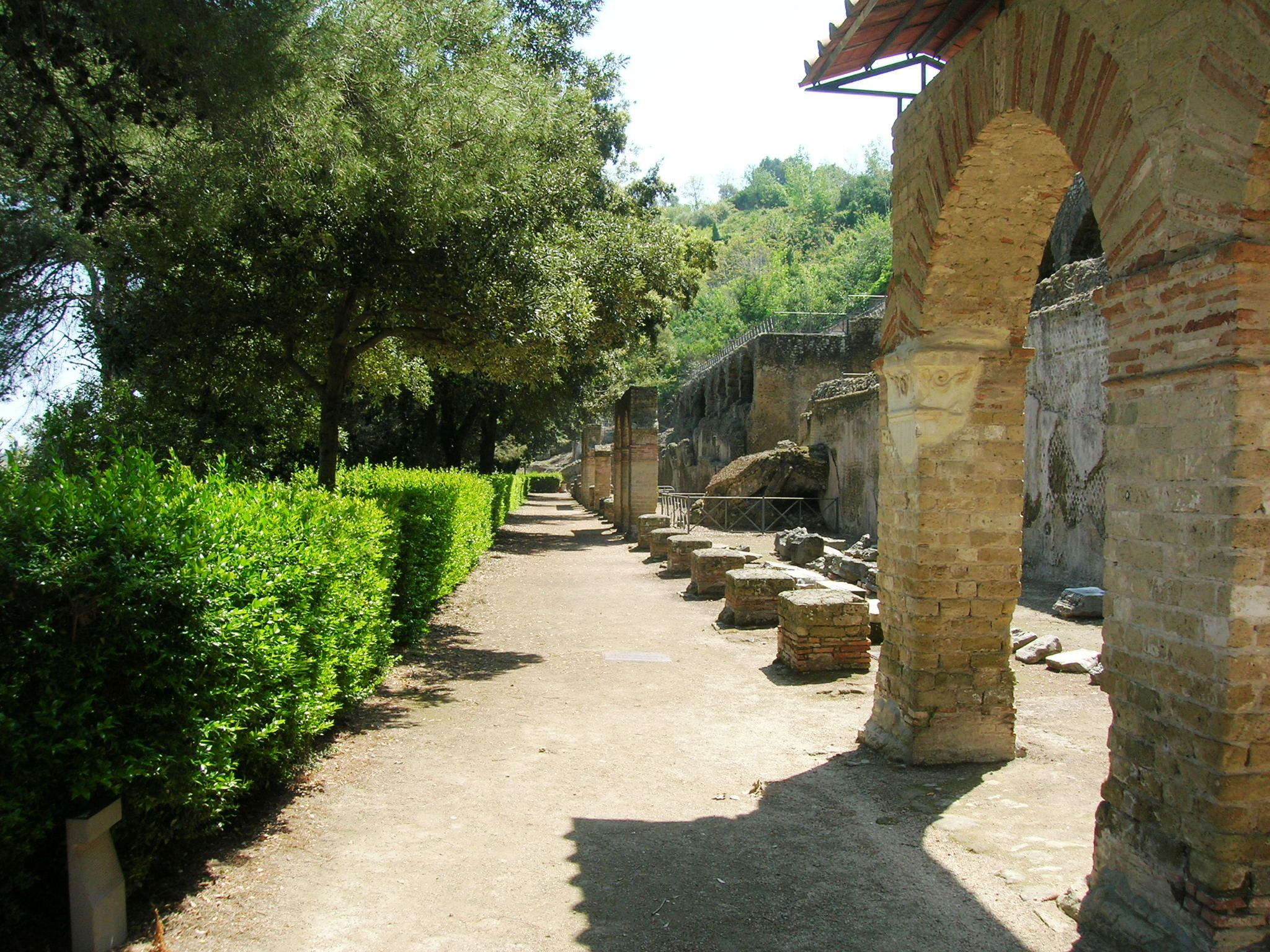
Villa dell'Ambulatio

## Tempio di Diana
Ciò che in origine definiva un grande ambiente dove venivano raccolti i vapori provenienti proprio dal terreno sottostante, era caratterizzato da una colossale cupola ogivale, oggi crollata per metà. L'edificio, visibile già dalla stazione cumana, era adibito ad usi termali ed era decorato da fregi marmorei che raffiguravano scene di caccia.

## Tempio di Mercurio
Detto anche “truglio” dalla sua forma circolare, l'edificio era un frigidarium cioè adibito a bagni freddi. Dalle descrizioni che se ne fecero nel Settecento risultava essere composto da sei nicchie di cui quattro semicircolari. La volta circolare, dotata di un lumen centrale, fu realizzata «con grosse scaglie di tufo ridotte a forma di cuneo».

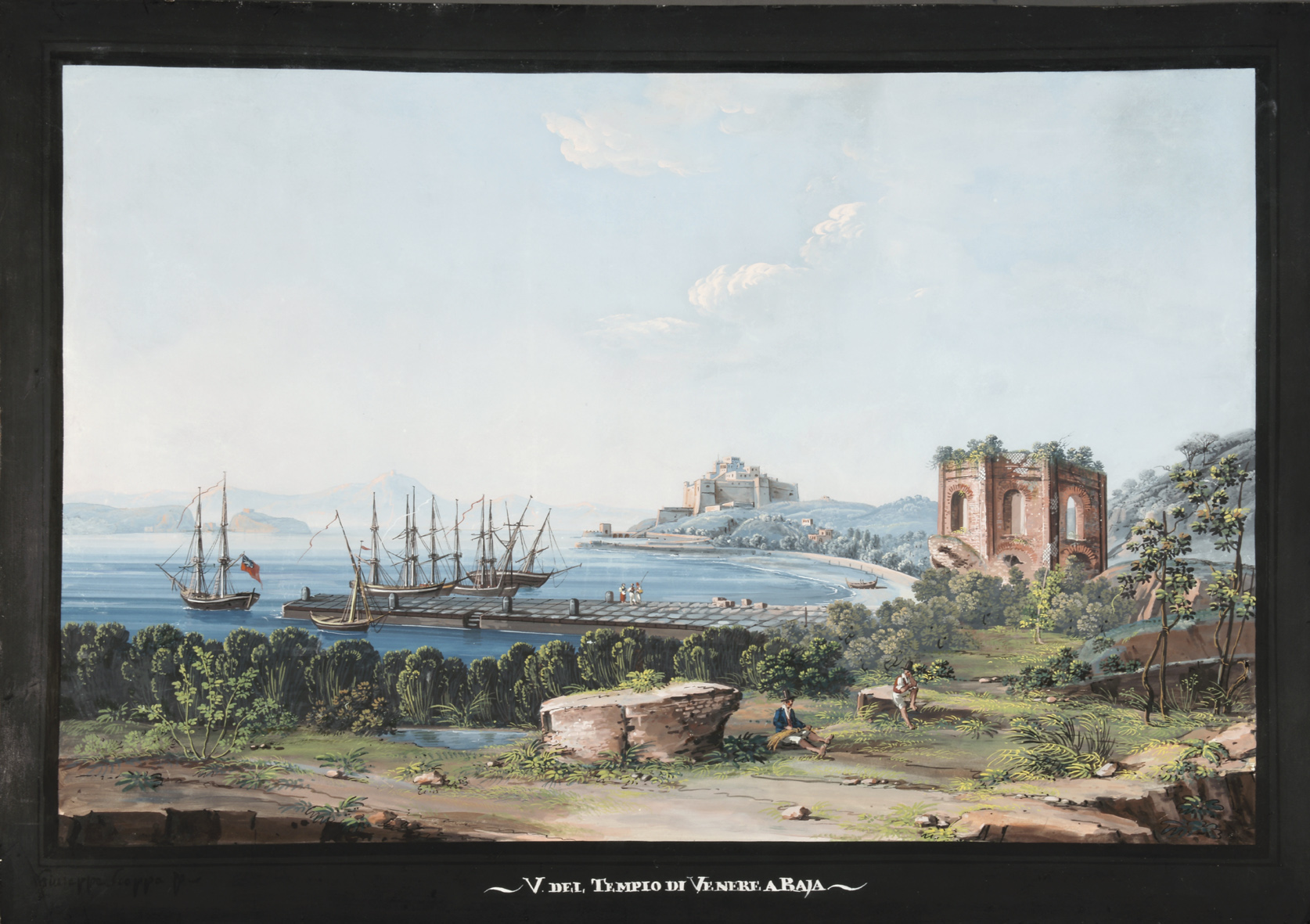
Il tempio di Venere a Baia in una gouache di Giuseppe Scoppa.

## Tempio di Venere
Altro edificio termale, a pianta ottagonale, infossato nel terreno per circa 3 metri, dotato di otto finestroni ad arco ribassato all'interno dei quali correva un ballatoio che affacciava sulla piscina. Scoperto dal Sovrintendente agli scavi Michele Arditi, deve il nome a Scipione Mazzella che affermò di averne ritrovato la statua con le sembianze della dea.

## Altri siti
Adagiata scenograficamente verso il mare è la “Villa dell'ambulatio” dotata di una serie di terrazze collegate tra loro da un complesso di scale delle quali l'ultima conduce al “settore di Mercurio”. Delimitato da due scale parallele si trova il “Tempio di Sosandra” dal nome dell'omonima statua rinvenuta nel 1953, oggi situata nel Museo Nazionale di Napoli, dove è possibile ammirare le pitture paretali “figure femminili” e “satiro col tirso”. Completamente sommerso dalle acque è invece il ninfeo dell'imperatore Claudio, le cui opere scultoree sono state però trasferite nel Museo archeologico dei Campi Flegrei allestito nel Castello Aragonese.

## Prospettive sul Parco Archeologico di Baia
Il consorzio interuniversitario “Civiltà del Mediterraneo” ed il Comune di Napoli hanno siglato un accordo di programma che prevede l'istituzione di un museo civico marino a “Villa Ferretti”, la dimora ottocentesca costruita sul costone da alcuni armatori genovesi e confiscata dal Tribunale di Napoli nel 1997.
Altra questione, al centro del dibattito tra ambientalisti e politici, è stato il relitto della nave “Sassari”, semi-affondato ed arrugginito, rimasto per oltre trent'anni nella rada tra il Castello aragonese ed il molo. Negli anni sono state formulate ipotesi di riattare il relitto ad uso sub-archeologico, contrapposte alle voci di protesta da parte di associazioni locali per la demolizione dell'ecomostro così come era già stato per tutte le altre imbarcazioni dell'ex cantiere “Nettuno” asportate e smaltite dalla Regione Campania nel 2004. Nel 2018, infine, il relitto è stato definitivamente rimosso.

## Curiosità
Nel 2013 la band Corde Oblique esegue una registrazione nel Tempio dell'Eco (nel complesso archeologico di Baia), sfruttandone il riverbero naturale. Il brano è incluso nell'album "Per le strade ripetute" ed è intitolato "In the temple of echo".